# Улама

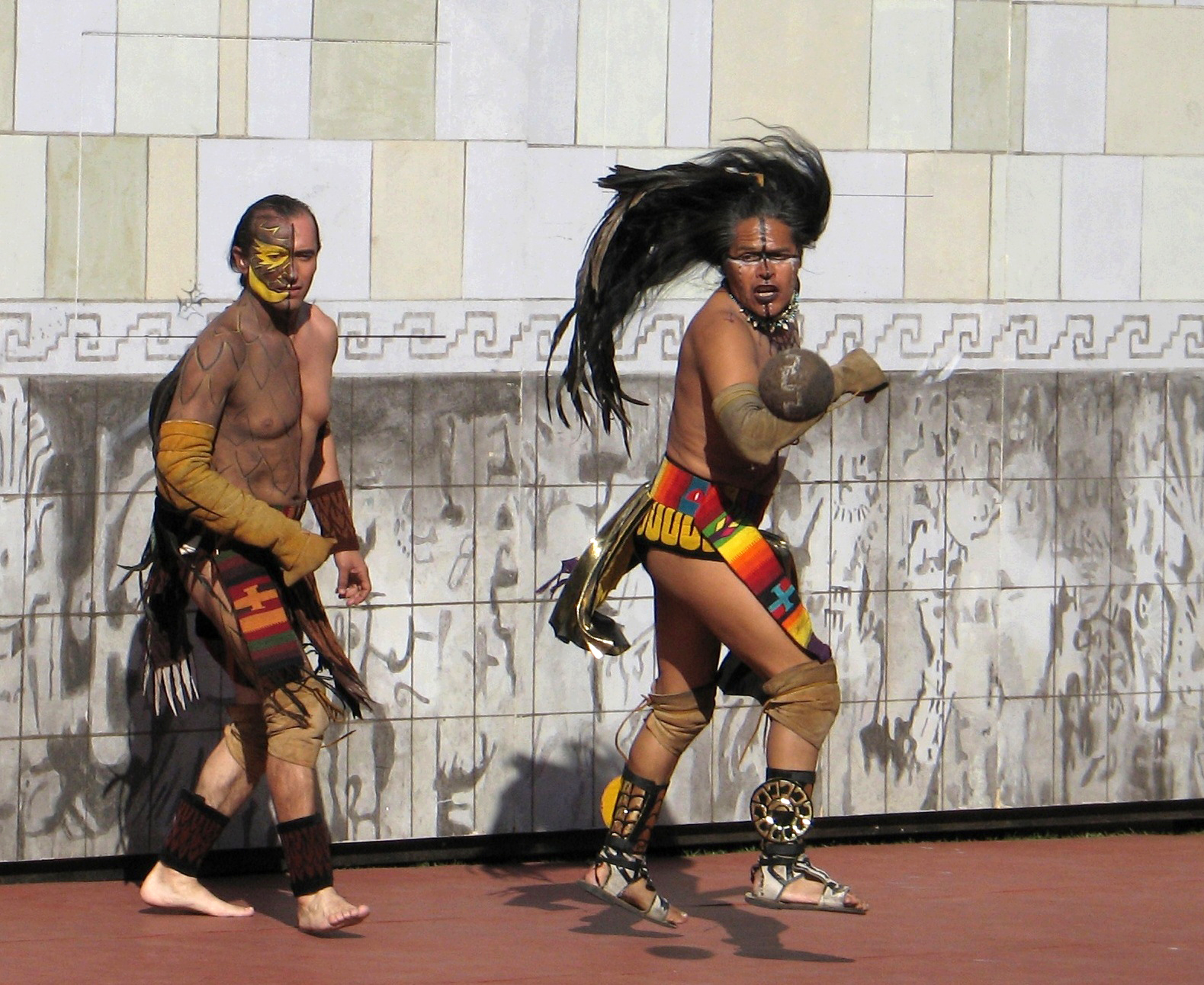
Відтворення гри за сучасності

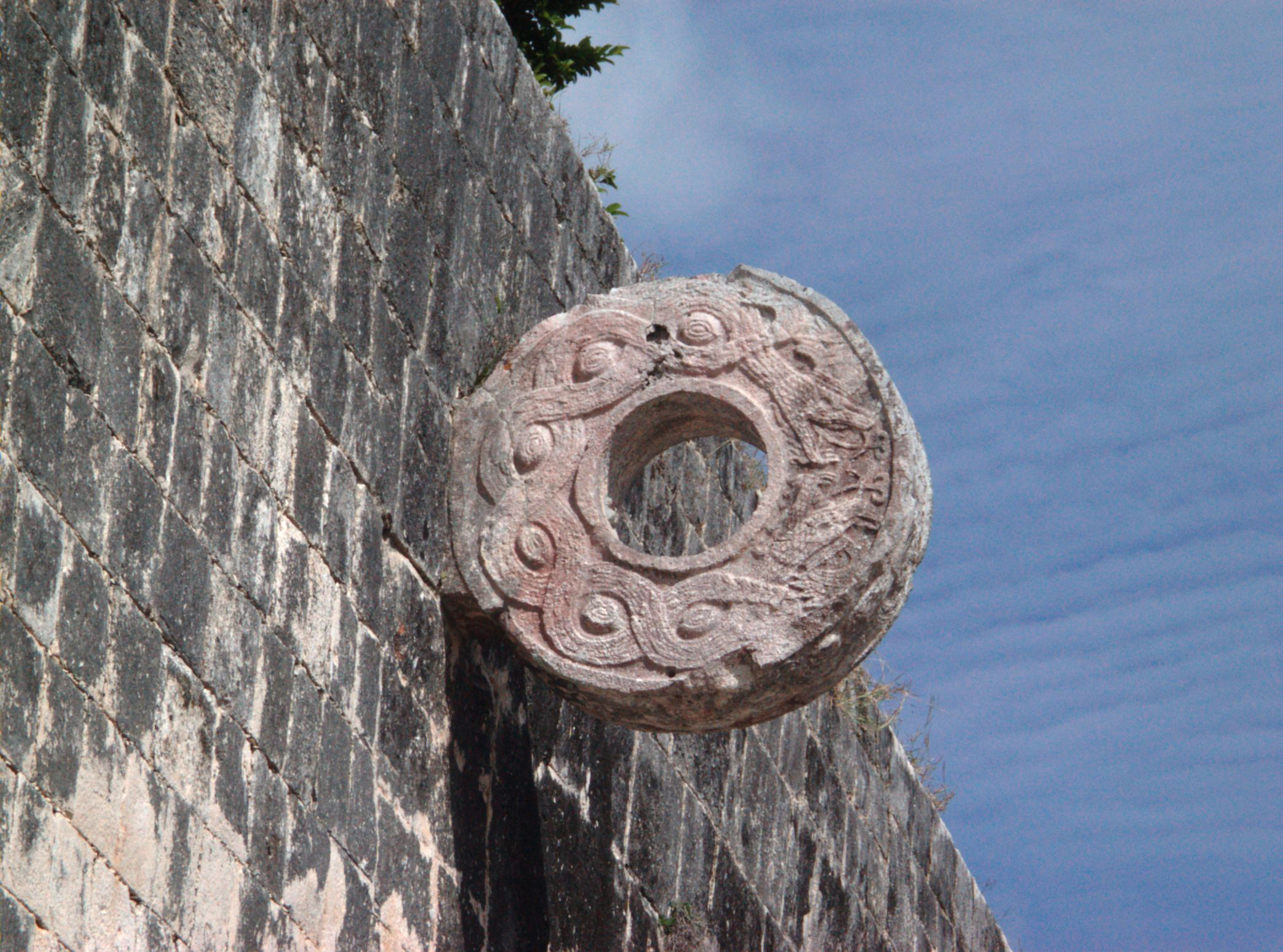
Кільце на стіні для «забивання голів» у грі пок-та-пок, Чичен-Іца

Улама (інакше пок-та-пок) — різновид гри у м'яч, що існував у давні часи в Месоамериці, зокрема у мая.

## Правила гри
Гра в уламу проходила на майданчику з глиняним покриттям розміром 146 х 36 м, що оточений по периметру стіною з кам'яними кільцями на висоті 6 м. Залежно від типу гри використовували м'яч вагою від 0,5 до 4 кг.
У деяких видах улами метою гри було якомога довше не давати м'ячу торкнутися землі. Команда набирала очки, коли суперник пропускав м'яч за задню лінію, торкався його забороненою частиною тіла. Вигравали ті, хто набирав першим вісім очок. Зазвичай час матчу становив декілька годин.

## Види гри
Існували такі різновиди улами (в залежності від частин тіла, якими гравці відбивали м'яч):
- улама стегнами — у кожній команді по 4 гравці, зі шкіряними щитками на стегнах для захисту від ударів трикілограмовим м'ячем.
- улама ліктьова — грається на маленькому майданчику легким м'ячем. Команда складається з одного-трьох чоловік. Лікоть робочої руки (дозволяється грати однією, завчасно вибраною рукою) захищений шкіряним ременем. Гра схожа на волейбол з тією різницею, що м'яч треба перекинути за межі половини поля суперника. У ліктьову уламу грають і жінки.
- улама ключками — гра з використанням семикілограмових ключок та півкілограмовим м'ячем.

## Підготовка та процес гри в уламу
Підготовка до гри займала у тахурес чимало часу і сил. Руку, якою гравець гратиме, він поливав власною сечею. Таким чином, як вважали давні мая, гравець повертає енергію у м'язи руки. Добу напередодні матчу тахурес утримується від сексу та алкоголю. Напередодні треба вимитися у холодній воді, щоб кістки ставали менш ламкими. Перед грою треба обстригти волосся коротко. Натомість не можна голитися.
Починається матч з обміну відбірною лайкою. Це давній звичай, тому влада закриває очі на таке порушення порядку.
Капітан (мале) однієї з команд вводить м'яч з середньої лінії (аналько), партнер (малеро) його приймає. Він може далі сам пробиватися уперед, не впускаючи долі м'яч, а може перепасувати комусь зі своїх: капітану, нападнику (топадору), задача якого прокласти шлях через лави суперника, або захиснику (чиверо). Мета — переправити м'яч на бік противника за лінію (чівос) у кінці довгого поля (тасте).
За тим, аби гравці не торкалися снаряду забороненими частинами тіла, слідкують арбітри (веєдори). На відміну від інших видів спорту суддя може призначити штрафне очко без згоди глядачів. Проте гравець, який несправедливо був оштрафований, може апелювати до вболівальників й ті скасують рішення веєдора.
Незважаючи на всі заходи безпеки, у деяких гравців утворювалися гематоми й їм доводилося пускати кров. А деякі й помирали від завданих ушкоджень.